# Ignatius Press
Ignatius Press — католическое издательство, базирующееся в Сан-Франциско, Калифорния, США. Оно было основано в 1978 году отцом Джозефом Фессио, священником-иезуитом и бывшим учеником Папы Бенедикта XVI. Ignatius Press также выпускает «Catholic World Report», «Homiletic and Pastoral Review», «Ignatius Insight» и блог «Ignatius Insight Scoop». Издательство названо в честь Игнатия Лойолы, основателя ордена иезуитов.
В интервью 1998 года Фессио сказал, что цель Ignatius Press «поддерживать учения Церкви».

## История
Отец Джозеф Фессио основал Институт Святого Игнатия в Университете Сан-Франциско, который предлагает четырёхлетнюю программу «Великие книги». Guadalupe Associates, Inc. была основана в 1977 году как некоммерческая материнская компания запланированного Ignatius Press. Ignatius Press было основано в следующем году. В интервью, опубликованном Catholic World News, Фессио заявил, что одной из основных целей Ignatius Press было напечатать английские переводы современных европейских богословов.
Первой книгой, опубликованной Ignatius Press, был перевод книги Луи Буйе «Женщина в церкви» в 1979 году. За ней в том же году последовал перевод книги Ханса Урса фон Бальтазара «Сердце мира». Фессио покинул Ignatius Press в 1987 году.
В октябре 2014 года, в преддверии Синода по семье, Ignatius Press разослала более 100 экземпляров книги, опровергающей предложения разрешить разведённым и повторно вступившим в гражданский брак католикам причащаться. Позже Фессио сказал, что книги так и не дошли до епископов, предполагая, что они были украдены из почтовых ящиков. Представитель Ватикана отверг обвинения.
У Ignatius Press есть полный список публикаций с рядом новых предложений каждую весну и осень. Среди выпущенных им репринтов — работы Г. К. Честертона и Хилэр Беллок. Помимо публикации произведений Папы Иоанна Павла II, Ignatius Press опубликовала новые работы кардинала Джозефа Ратцингера (впоследствии Папы Бенедикта XVI), Питера Крайфта, Скотта Хана, Джозефа Пирса, Кристофера Деррика и Майкла Д. О’Брайена. Издательство также публикует различные учебные и религиозные издания Библии Игнатия, используя пересмотренную стандартную версию, второе католическое издание, перевод Библии, исправленный в соответствии с Liturgiam authenticam и отмеченный своей формальной эквивалентностью.
В 2014 году Ignatius Press заключила дистрибьюторское соглашение с Католическим обществом истины (CTS), чтобы «доставить знаменитые книжные стенды CTS в Северную Америку». Кроме того, издательство вступило в сотрудничество с Институтом духовной музыки и богослужения Папы Бенедикта XVI (Архиепархия Сан-Франциско) и Lighthouse Catholic Media для публикации ежегодного конгрегационного миссала, который полностью соответствует директивам Sacrosanctum Concilium.
Ignatius Press выпускает периодические издания «Catholic World Report» и «Гомилетическое и пастырское обозрение». Оно также поддерживает сайт Ignatius Insight и блог Ignatius Insight Scoop.